# یونیونویل، شهرستان کلمبیانا، اوهایو
یونیونویل (به انگلیسی: Unionville) یک منطقهٔ مسکونی در ایالات متحده آمریکا است که در شهرستان کلمبیانا، اوهایو واقع شده‌است. یونیونویل ۳۵۷٫۸۴ متر بالاتر از سطح دریا قرار دارد.